# Luc Castaignos
Luc Castaignos (* 27. September 1992 in Schiedam) ist ein niederländischer Fußballspieler. Der Stürmer ist zur Zeit vereinslos.

## Karriere

### Jugend
Die Vorfahren seiner Familie stammen aus Les Landes, 100 km vor Bordeaux im Süd-Westen von Frankreich. Sein Vater Jean-Luc ist gebürtiger Franzose, und seine Mutter kommt von den Kapverden, hat aber inzwischen die Italienische Staatsangehörigkeit. Im Oktober 1990, zwei Jahre vor Lucs Geburt, kamen die Eltern in die Niederlande. Er kam in Schiedam, Südholland zur Welt und wuchs dort in einer problematischen Nachbarschaft mit einem hohen Anteil Einwanderer auf.

### Vereine
Am 24. September 2009 gab Luc Castaignos für Feyenoord Rotterdam sein Profidebüt, als er in der Schlussphase des Pokalspiels gegen Harkemase Boys eingewechselt wurde. Insgesamt kam er in der Spielzeit 2009/10 auf drei Liga- und zwei Pokaleinsätze für Feyenoord, konnte aber kein Tor erzielen. Dagegen war er in der Saison 2010/11 mit 15 Ligatreffern bereits erfolgreichster Torschütze seiner Mannschaft. Trotzdem verlief die Spielzeit für Castaignos und Feyenoord enttäuschend: In der Liga schloss man die Saison nur auf dem 10. Platz ab, im Pokal und in der UEFA Europa League schied man früh aus.
Bereits im Januar 2011 unterschrieb Castaignos einen Vertrag bei Inter Mailand, wechselte aber erst nach Abschluss der Saison in die italienische Metropole. Sein Pflichtspieldebüt für Inter gab er am 6. August 2011 im Spiel um den italienischen Supercup, als er in der Schlussphase der Partie gegen den AC Mailand für Joel Chukwuma Obi eingewechselt wurde. In einem Ligaspiel gegen den AC Siena am 27. November 2011 erzielte Castaignos sein einziges Pflichtspieltor für Inter, als er in der 90. Minute zum entscheidenden 1:0 traf. Im Februar 2012 wurde Castaignos für drei Ligaspiele gesperrt, da auf einer Videoaufnahme eines Ligaspiels gegen den FC Bologna zu sehen war, wie er in Richtung seines Gegenspielers Andrea Raggi spuckt. Zwar traf Castaignos Raggi nicht, doch die Bilder ließen keinen Zweifel an seiner Intention.
Nachdem sich Castaignos bei Inter nicht durchsetzen konnte, wechselte er Ende Juli 2012 zurück in die Eredivisie zum FC Twente aus Enschede. Er unterschrieb dort einen Vierjahresvertrag.
Zur Saison 2015/16 wechselte Castaignos zum deutschen Bundesligisten Eintracht Frankfurt. Er unterschrieb einen Vertrag mit einer Laufzeit bis zum 30. Juni 2018. Am 29. August 2015 (3. Spieltag) erzielte er beim 4:1-Sieg im Auswärtsspiel gegen den VfB Stuttgart mit dem Treffer zum 2:1 in der 42. Minute und zum 4:1 in der 87. Minute seine ersten beiden Bundesligatore. Insgesamt kam er für die Eintracht in 19 Ligaspielen zu vier Torerfolgen und traf im DFB-Pokal bei zwei Einsätzen einmal.
Ende August 2016 wechselte Castaignos zum portugiesischen Erstligisten Sporting Lissabon, bei dem er einen Dreijahresvertrag unterschrieb. Die Saison 2017/18 wurde er komplett an Vitesse Arnheim verliehen. In der Hinrunde 2018/19 spielte er dann noch dreimal für Sporting Lissabon, ehe er im Februar 2019 ablösefrei an den südkoreanischen Erstligisten Gyeongnam FC transferiert wurde. Dort stieg er am Ende der Saison mit dem Klub in die K League 2 ab.
Anfang 2021 nahm ihn dann der griechische Erstligist OFI Kreta unter Vertrag. In seinem dritten Saisonspiel traf er dann erstmals bei der 1:2-Niederlage gegen Volos NFC für seinen neuen Verein.
Mitte Januar 2023 schloss er sich nach einem halben Jahr Vereinslosigkeit dem deutschen Zweitligisten 1. FC Magdeburg an. Im Sommer 2024 verließ er den Verein wieder.

### Nationalmannschaft
Castaignos lief für verschiedene Nachwuchsteams der niederländischen Fußballnationalmannschaft auf. Bei der U-17-Europameisterschaft 2009, bei der Castaignos drei Tore erzielte, erreichte er mit seiner Mannschaft das Finale gegen Gastgeber Deutschland.

## Erfolge
- Portugiesischer Pokalsieger: 2019

## Spielstil
Castaignos wird als schneller, physisch starker Spieler mit guter Übersicht beschrieben. Sein bevorzugter Fuß ist der rechte, allerdings sucht er auch mit dem linken den Abschluss und ist zusätzlich ein starker Kopfballspieler. In seiner Jugend wurde Castaignos häufig mit Thierry Henry verglichen, womit sowohl sein Spielstil als auch seine Erscheinung gemeint sind.